# El circo
El circo (français : Les Colliers de l'arène), est une bande dessinée espagnole illustrée par Francisco Ibáñez, appartenant à la franchise Mortadel et Filémon, éditée en 1973 (octobre 1986 en France sous le nom de Futt et Fill).

## Synopsis
La T.I.A. a découvert que de grandes quantités de produits de contrebande sont introduites dans le pays. On soupçonne que la contrebande passe la frontière cachée dans l'équipement du cirque Sidral Circus et que l'un de ses membres est le coupable. Mortadel et Filémon devront aller enquêter, et pour ce faire, ils essaieront d'intégrer le cirque. À cause de leur maladresse, Mortadel et Filémon font échouer un à un tous les numéros du cirque, jusqu'à le détruire complètement. Ils parviennent finalement à retrouver la cachette, mais doivent payer des millions de dollars de dédommagement au propriétaire du cirque pour l'avoir détruit.